# Saiten (Magazin)
Saiten erscheint seit April 1994 monatlich als Ostschweizer Kulturmagazin und liegt in zahlreichen Kulturorten, Geschäften, Restaurants und öffentlichen Institutionen in der Region Ostschweiz gezielt aus. Initiiert wurde es ursprünglich aus dem Umfeld der inzwischen aufgelösten Musikervereinigung «Pop me Gallus». Hauptanstoss zur Lancierung war die mangelnde Kulturberichterstattung in den lokalen und regionalen Medien. Seit 1999 zeichnet der Verein Saiten als Herausgeber verantwortlich. Zu den Gründern gehörten Roman Riklin, Gögs Andrighetto, Jürgen Wössner, Giuseppe Grazia, Rubel U. Vetsch, Johannes «Jowi» Widmer, Markus Sauerwein und Thomas Straumann.

## Veranstaltungskalender als Herzstück
Wichtiger Bestandteil des Magazins ist ein Veranstaltungskalender. Dieser präsentiert Monat für Monat umfassend und übersichtlich das Kultur- und Freizeitangebot in der ganzen Ostschweiz. Das Bedürfnis nach einer lebendigen Präsentation städtischen und regionalen Lebens hat sich auf die Auflage ausgewirkt. Heute beträgt sie 7000, davon werden 3000 Exemplare im Abonnement verschickt.

## Titelthemen
Der «Kulturbegriff» bei Saiten wird sehr weit und offen definiert und beschränkt sich nicht auf Musik, Theater, Film und Kunst, sondern reicht in sämtliche Lebensbereiche. Dies spiegelt sich in den Titelthemen, die das Magazin prägen und ihm zu seinem Charakter verholfen haben, wie Interkultur, Mundart, Fussball, Quartierleben, Verkehr oder Neue Frauenbewegung.

## Kulturmagazin der Ostschweiz
Saiten ist das einzige Kulturmagazin seiner Art in der Ostschweiz. Die Gestaltung des Magazins wird gegen alle Farbmoden nach wie vor konsequent in Schwarz-Weiss erscheint. Das Magazin beinhaltet Reportagen, Interviews und Porträts aus Kultur und Gesellschaft. Zentraler Gedanke ist es, Grenzen zwischen Stadt und Land, Welt und «Provinz», alt und jung, «elitärer» und «alternativer» Kultur zu öffnen.
Das Ostschweizer Kulturmagazin Saiten finanziert sich selbst und empfängt keine Subventionen.
Saiten versteht sich überdies als Dienstleistung an die Bevölkerung (Veranstaltungskalender) und als Forum, das kulturelle und gesellschaftliche Entwicklungen in der Region widerspiegelt und reflektiert und stellt somit eine Ergänzung zur regionalen Tagespresse dar.
Von 1998 bis 2005 erschien im Magazin der Comic Herr Mäder, der von Manuel Stahlberger gezeichnet wurde und später auch in Buchform erschienen ist. Ab 2005 wird im SAITEN mit wechselnden Comiczeichner zusammengearbeitet.  Es werden diverse Publikationen von regionalen Autoren veröffentlicht. Giuseppe Grazias «Riss», Roger Walch's Bildband über «Kyoto».
Auf eine langjährige Initiative von Freddie Geiger «Gagi Geiger» lancierte SAITEN im April/Mai 2019 die Vereinigung «IG Kultur Ost».

## Preise
- 1998: Förderungspreis der Stadt St. Gallen
- 2003: Jahrespreis der St. Gallischen Kulturstiftung: «Mit dem Jahrespreis 2003 würdigt die St. Gallische Kulturstiftung die kulturellen und verlegerischen Leistungen der Initianten und Redakteure des Ostschweizer Kulturmagazins 'Saiten'. Mit seinen auf hohem Niveau angesiedelten Beiträgen und dem breit angelegten Veranstaltungskalender ist es zu einem unverzichtbaren Bestandteil der regionalen Kulturszene geworden. Zudem ist das Magazin Podium für das freie Kunst- und Kulturschaffen. Diesen räumt Saiten breiten Raum ein.»[4]
- 2007: Ostschweizer Medienpreis: Für das Titelthema zur Stadt Winterthur (September 2006) hat Saiten den Ostschweizer Medienpreis in der Kategorie Reportage erhalten. Die Autorinnen und Autoren: Felix Reich, Bettina Dyttrich, Noëmi Landolt, Etrit Hasler und Kaspar Surber.
- 2008: Ostschweizer Medienpreis: Tobias Siebrecht wird für seine Bilder in der Dezemberausgabe 2007 zum Thema «Haar» in der Kategorie «Pressefotografie» ausgezeichnet.
- 2008: Anerkennungspreis der Stadt St. Gallen
- 2010: Ostschweizer Medienpreis: Milo Rau wird für seinen Text «Du coté de chez Ceausescu» in der Kategorie «Reportage» ausgezeichnet. Der Artikel erschien in der Aprilausgabe 2009.